# Anton Pointner

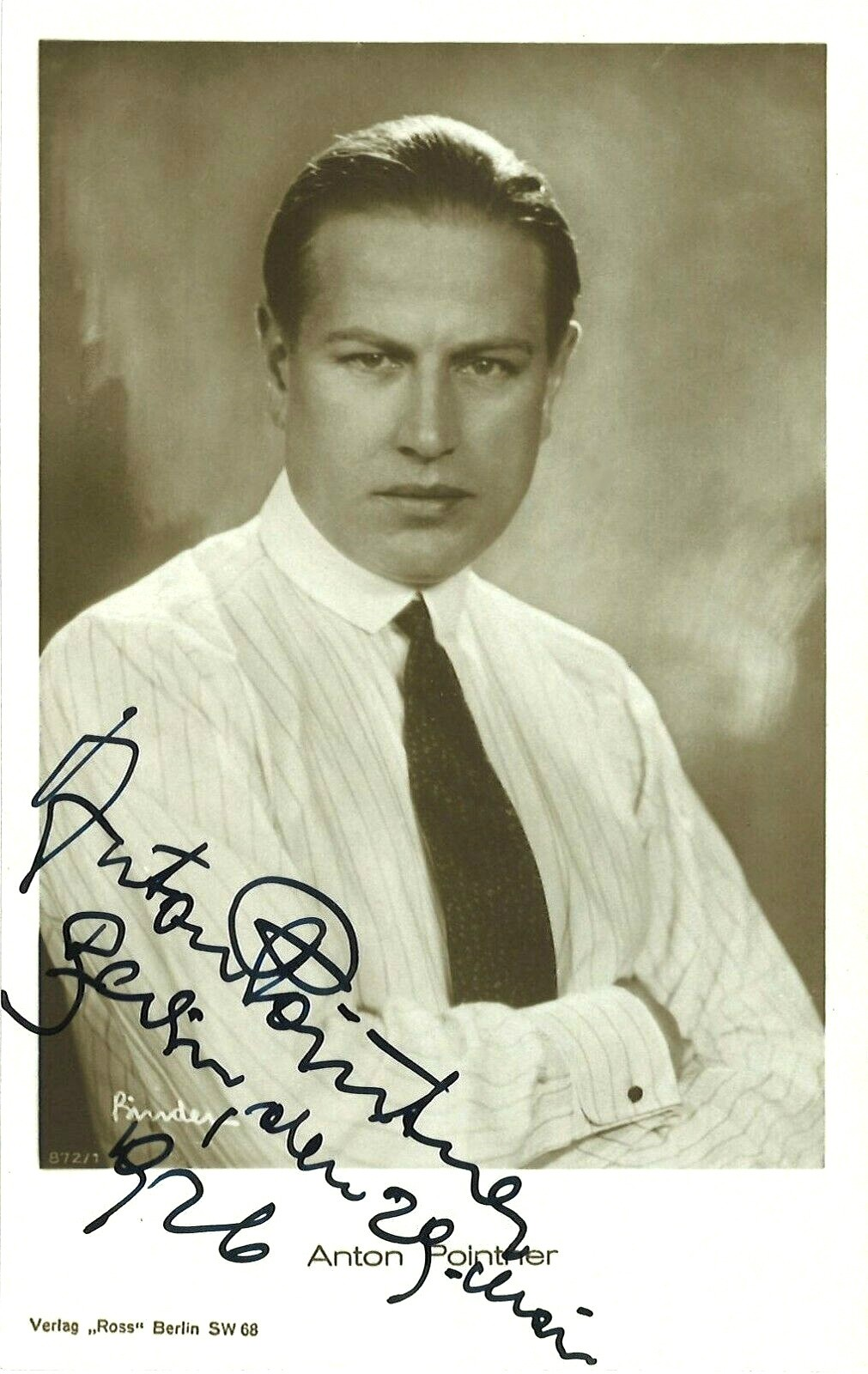
Pointner, 1926

Anton Josef Pointner (* 8. Dezember 1884 in Salzburg; † 8. September 1949 in Hintersee, Ramsau bei Berchtesgaden) war ein österreichischer Schauspieler.

## Leben
Der Sohn der Köchin Adelheid Pointner erhielt sein erstes Engagement 1907 in Lahr. Zu seinen weiteren Theaterstationen gehörten Pilsen, Düsseldorf (1911) und Brünn. Danach wirkte er in Wien und ab 1920 in Berlin, zum Beispiel am Lessingtheater und am Staatstheater. Zu seinen Rollen gehörten die Titelfigur des Hamlet, Melchtal in Wilhelm Tell und Prinz Karl-Heinz in Alt-Heidelberg.
Ab 1920 war er ein vielbeschäftigter Stummfilmdarsteller. Der athletische Schauspieler verkörperte in Nebenrollen kraftvolle, robuste Charaktere. 1930 ging er nach Hollywood und spielte in deutschen Fassungen amerikanischer Filme (z. B. in Menschen hinter Gittern, der deutschsprachigen Version von The Big House). Zur Zeit des Nationalsozialismus in Deutschland wurde Pointner weiterhin in zahlreichen Produktionen eingesetzt und stellte 1936 in dem Fridericus-Rex-Film Fridericus Kaiser Franz I. dar.
Während eines Ausflugs nach Hintersee bei Berchtesgaden erlag Anton Pointner am 8. September 1949 einem Herzschlag. Sein Leichnam wurde am 12. September 1949 auf dem Salzburger Kommunalfriedhof bestattet.
Pointner heiratete 1923 in Berlin Viktoria Borchard.

## Filmografie
- 1911: Halbwelt
- 1917: Wenn die Liebe auf den Hund kommt
- 1918: Der Märtyrer seines Herzens
- 1921: Lady Hamilton
- 1921: Die Liebschaften des Hektor Dalmore
- 1921: Die Abenteurerin von Monte Carlo, drei Teile
- 1923: Erdgeist
- 1923: Die Frau mit den Millionen
- 1923: Die Marionetten der Fürstin
- 1923: Nelly, die Braut ohne Mann
- 1924: Thamar, das Kind der Berge
- 1924: Der Fluch
- 1925: Der Flug um den Erdball
- 1925: Der Trödler von Amsterdam
- 1925: Das Geheimnis der alten Mamsell
- 1925: Der Bankkrach Unter den Linden
- 1926: Als ich wiederkam
- 1926: Im weißen Rößl
- 1926: Die drei Mannequins
- 1926: Die dritte Eskadron
- 1926: Der dumme August des Zirkus Romanelli
- 1926: Kopf hoch, Charly!
- 1926: Die Sporck’schen Jäger
- 1926: Das Meer
- 1927: Die Hochstaplerin
- 1927: Maria Stuart
- 1927: Funkzauber
- 1927: Arme kleine Sif
- 1928: Der alte Fritz (2 Teile)
- 1928: Frau Sorge
- 1928: Sensations-Prozess
- 1928: Charlott etwas verrückt
- 1928: Liebe im Kuhstall
- 1928: Fünf bange Tage
- 1928: Das Karussell des Todes
- 1928: Dornenweg einer Fürstin
- 1928: Aus dem Tagebuch eines Junggesellen
- 1928: Das brennende Herz
- 1929: Der Held aller Mädchenträume
- 1929: Durchs Brandenburger Tor
- 1929: Der lustige Witwer
- 1929: Vater und Sohn
- 1929: Erpresser
- 1929: Die Halbwüchsigen
- 1929: Geheimpolizisten
- 1929: Spiel um den Mann
- 1930: Der Detektiv des Kaisers
- 1930: Der Tanz geht weiter
- 1930: Die Maske fällt
- 1930: Zwei Welten
- 1930: Dämon des Meeres
- 1930: Kismet
- 1931: Liebeskommando
- 1931: Menschen hinter Gittern
- 1931: Der Raub der Mona Lisa
- 1931: Weekend im Paradies
- 1931: Stürme der Leidenschaft
- 1931: Holzapfel weiß alles
- 1932: Marschall Vorwärts
- 1932: Das Geheimnis um Johann Orth
- 1932: Frau Lehmanns Töchter
- 1932: Trenck
- 1932: Unmögliche Liebe
- 1932: Ich bei Tag und Du bei Nacht
- 1932: Gräfin Mariza
- 1933: Ganovenehre
- 1933: Der Choral von Leuthen
- 1933: Der Läufer von Marathon
- 1933: Sprung in den Abgrund
- 1933: Saison in Kairo
- 1933: Der Zarewitsch
- 1934: Csibi, der Fratz
- 1934: Fräulein Frau
- 1934: Die englische Heirat
- 1934: Freut Euch des Lebens
- 1934: Die Töchter ihrer Exzellenz
- 1934: Vorstadtvarieté
- 1935: Königswalzer
- 1935: Liebeslied
- 1936: Der Favorit der Kaiserin
- 1936: Schatten der Vergangenheit
- 1936: Hannerl und ihre Liebhaber
- 1936: Lumpacivagabundus
- 1936: Das Veilchen vom Potsdamer Platz
- 1936: Fridericus
- 1937: Der Unwiderstehliche
- 1937: Streit um den Knaben Jo
- 1938: Liebesbriefe aus dem Engadin
- 1938: Fünf Millionen suchen einen Erben
- 1938: Rote Orchideen
- 1939: Renate im Quartett
- 1939: Nanette
- 1939: Parkstraße 13
- 1939: Das Ekel
- 1939: Zwölf Minuten nach Zwölf
- 1939: Das jüngste Gericht
- 1940: Der Postmeister
- 1940: Die 3 Codonas
- 1940: Meine Tochter lebt in Wien
- 1940/42: Der große König
- 1941: … reitet für Deutschland
- 1942: Einmal der liebe Herrgott sein
- 1944/50: Die Schuld der Gabriele Rottweil
- 1949: Verspieltes Leben
- 1948: Maresi
- 1949: Die seltsame Geschichte des Brandner Kaspar